# Piropo (mineral)
El mineral piropo pertenece al grupo granates. El piropo es el único miembro de la familia granates que siempre presenta una coloración roja en las muestras naturales, y es a partir de dicha característica que obtiene su nombre: del griego: πυρωπός, fuego y ojo. A pesar de ser menos común que la mayoría de los granates, es muy utilizado como gema con numerosos nombres. Por ejemplo el piropo de cromo, y el garnet de Bohemia son dos nombres alternativos, el uso del último es desaconsejado por el Gemological Institute of America (GIA). Otras denominaciones son rubí Colorado, rubí de Arizona, rubí de California, rubí de las Montañas Rocosas, rubí Elie, carbunclo de Bohemia, y rubí del cabo.

## Color
El color del piropo es característicamente rojo. Algunas variedades son muy oscuras, casi negras, mientras que otras pueden tener tonos púrpura. Algunos piropos ricos en cromo son termocrómicos, tomando una coloración verde al ser calentados.

## Curiosidades
Antiguamente en España y hoy día en otros países hispanoparlantes los jóvenes demostraban su amor a las doncellas regalándoles un piropo, un granate con un color muy intenso debido a la concentración de hierro que tiene. Por ello se denomina piropo a la frase galante que un varón puede dedicar a una dama.
En Martiniana Po (Italia) existe un museo del piropo.